# Haderup Å
Haderup Å är ett vattendrag i Danmark.  Det ligger i norra delen av Hernings kommun i Region Mittjylland, i den nordvästra delen av landet, 230 km väster om Köpenhamn.